# Nanotough
Nanotough er et forskningsprojekt støttet af EU-kommissionen under det 7. rammeprogram. Formålet var at udvikle nye lette materialer som kan erstatte metaller f.eks. indenfor applikationer som fly, rumfart og biler. Projektet resulterede bl.a. i udviklingen af et nyt let og slagfast hybrid polymer nanokompositmateriale, som kunne erstatte stål i biler. Projektet blev af Kommissionen sat på deres liste over succesprojekter. 